# Fosfonit
Fosfoniti su organofosforna jedinjenja sa formulom . Oni su prisutni u pojedinim pesticidima i koriste se kao ligandi.

## Priprema
Mada su oni derivati fosfonitne kiseline, ona se ne koristi kao njihov prekurzor.  Fosfoniti se pripremaju alkoholizom organofosfinskih hlorida. Na primer, tretman dihlorofenilfosfina sa metanolom i bazom daje metil difenilfosfonit:

## Reakcije
Oksidacijom fosfonita se formiraju fosfonati:
Fosfoniti mogu da deluju kao ligandi u homogenoj katalizi.